# Одринки (Польща)
Одринки (Одринкі, пол. Odrynki) — село в Польщі, у гміні Нарва Гайнівського повіту Підляського воєводства. Населення — 93 особи (2011). Розташоване на українсько-білоруській етнічній межі.

## Історія
Вперше згадується 1576 року. Раніше слугувало передмістям Нарви. У 1885 році засновано в селі відкрита церковна школа грамоти, у якій навчалося 26 учнів. У 1975—1998 роках село належало до Білостоцького воєводства.

## Демографія
Демографічна структура станом на 31 березня 2011 року:
|          | Загалом | Допрацездатний вік | Працездатний вік | Постпрацездатний вік |
| -------- | ------- | ------------------ | ---------------- | -------------------- |
| Чоловіки | 51      | 4                  | 37               | 10                   |
| Жінки    | 42      | 5                  | 14               | 23                   |
| Разом    | 93      | 9                  | 51               | 33                   |

## Релігія
У 1854 році в лісі неподалік села зведена дерев'яна церква Святого Івана Золотоустого.